# Abdelkader Mohamed Ali
Abdelkáder Mohamed Alí (ur. 28 października 1959 w Melilli) – hiszpański polityk i działacz społeczności muzułmańskiej, eurodeputowany IV kadencji (1996–1999).

## Życiorys
Był jednym z przywódców muzułmanów w Melilli i ich protestów w latach 1985–1987 przeciwko zmianom w prawie utrudniającym nadawanie obywatelstwa wyznawcom islamu w tej enklawie. W 1985 został drugą najważniejszą osobą w świeckiej organizacji muzułmanów z Melilli Terra Omnium, a w listopadzie 1987 liderem podobnej grupy o nazwie Neópolis, odrzucając promarokańskie nastawienie lidera poprzedniej grupy. Za swoją działalność został umieszczony w więzieniu w Almeríi.
W 1994 bezskutecznie kandydował do Parlamentu Europejskiego z listy koalicji Zjednoczona Lewica–Inicjatywa dla Katalonii – Zieloni, będąc członkiem pierwszej z partii. Mandat eurodeputowanego III kadencji uzyskał 28 marca 1996 w miejsce Maríi Jesús Aramburu jako pierwszy muzułmański członek Parlamentu Europejskiego. Przystąpił do frakcji Zjednoczona Lewica Europejska – Nordycka Zielona Lewica (EUL-NGL). Zasiadł w komisji ds. praw kobiet, komisji ds. kultury, młodzieży, edukacji i środków masowego przekazu oraz komisji ds. swobód obywatelskich i spraw wewnętrznych. Mandat sprawował do końca kadencji 19 lipca 1999. W parlamencie zaproponował m.in. uczczenie specjalnym dniem 800. rocznicy śmierci Awerroesa.